# Emma Friis
Emma Cecilie Uhrskov Friis (Herning, 31 de outubro de 1999) é uma jogadora de handebol dinamarquesa.

## Carreira
Em 2015-16, Emma Friis foi para o SINE Sports after-school em Løgumkloster por um ano. Em setembro de 2018, foi nomeada pela EHF como um dos 20 talentos mais promissores que vale a pena ficar de olho no futuro. Em novembro de 2023, ela anunciou sua transferência para o grande clube romeno CSM Bucuresti a partir do verão de 2024.
Ela foi selecionada para a seleção bruta do técnico Klavs Bruun Jørgensen para o WC 2019 no Japão , mas não estava entre as 16 selecionadas. Ela ajudou a ganhar medalhas de bronze com a Dinamarca na Copa do Mundo de Handebol Feminino de 2021, na Espanha. Ela também ajudou a ganhar a prata no Campeonato Europeu de 2022 nos Bálcãs . Friis foi eleita a melhor ala esquerda do torneio na última rodada final e também foi a artilheira da Dinamarca com 40 gols.
Nos Jogos Olímpicos de Verão de 2024, em Paris, conquistou a medalha de bronze no torneio feminino do handebol, após vencer a equipe sueca por 30–25 na disputa pelo terceiro lugar.